# Kids (filme)
Kids é um filme de drama norte americano de 1994 (em alguns países foi lançado em 1995), escrito por Harmony Korine, dirigido por Larry Clark. Apresenta Chloë Sevigny, Leo Fitzpatrick, Justin Pierce e Rosario Dawson, todos em suas estreias no cinema. Passado no ano de 1994, Fitzpatrick, Pierce, Sevigny, Dawson e outros recém-chegados retratam um grupo de adolescentes na cidade de Nova York. São caracterizados como hedonistas, que praticam atos sexuais e abuso de substâncias ao longo de um único dia. 
Ben Detrick do New York Times descreveu o filme como "Lord of the Flies com skates, óxido nitroso e hip-hop... Não há um cálculo moral estrondoso, apenas distanciamento observacional." O filme terá sido considerado polêmico após seu lançamento, em 1995, e causou debate público sobre seu mérito artístico. Ele recebeu uma classificação NC-17 da MPAA, mas foi lançado sem classificação. A resposta da crítica de cinema foi mista, e o filme arrecadou $20.4 milhões com um orçamento de $1.5 milhão.

## Sinopse
A primeira cena mostra um menino chamado Telly e uma menina de 12 anos se beijando em uma cama. Sem adultos por perto, Telly, alguns anos mais velho, convence a garota, que é virgem, a fazer sexo com ele. 
De seguida, ele se encontra com seu melhor amigo, Casper. Eles conversam sobre sua experiência sexual. Telly expressa o seu desejo de continuar fazendo sexo com garotas virginais. A dupla então entra em uma loja local, onde Casper furta uma garrafa de bebida enquanto Telly distrai o caixa. 
Em busca de drogas, comida e um lugar para passar o tempo, eles se dirigem ao apartamento do amigo Paul, apesar de expressarem não gostar dele no caminho. Assim que chegam à casa de Paul, eles se juntam aos outros meninos para se gabar de suas proezas sexuais, bem como de suas atitudes indiferentes tanto em relação ao sexo desprotegido quanto às doenças venéreas. Enquanto isso, os meninos fumam maconha e assistem a um vídeo de skate. Casper inala óxido nitroso de balões, o que Telly considera perigoso.
Do outro lado da cidade, um grupo de garotas, entre elas Ruby e Jennie, está falando sobre sexo. Suas atitudes evidentemente contradizem as dos meninos em muitos tópicos, especialmente sexo oral e o significado das pessoas com quem perderam a virgindade. 
Ruby e Jennie mencionam que foram recentemente testadas para DSTs a pedido de Ruby, embora Jennie só tenha feito o teste para fazer companhia a Ruby. O teste de Ruby é negativo, embora ela tenha tido algumas relações sexuais sem preservativo
Jennie testou positivo para HIV. Ela diz à enfermeira que fez sexo apenas uma vez, com Telly. Perturbada com seus resultados, Jennie passa o resto do dia tentando encontrar Telly, para impedi-lo de contaminar outra garota. Enquanto isso, Telly vai até a sua casa, acompanhado de Casper, e juntos roubam dinheiro da mãe de Telly, que está cuidando de seu novo bebê.
Eles vão ao Washington Square Park e compram um saquinho de maconha de um rastafari. Eles, então, encontram alguns amigos para conversar e fumar. Casper e  outros amigos insultam um casal homossexual que passa pelo parque. Ao lado, Telly fala brevemente com Misha, uma garota que não gosta de Casper e o chama de idiota.
Enquanto Casper anda em um skate, ele descuidadamente esbarra em um homem, que, com raiva, o ameaça e revida. O homem é atingido na nuca com um skate pelo amigo de Casper, Harold, fazendo-o desmaiar. Vários outros skatistas se juntam a ele, batendo, pisoteando e acertando o homem com seus skates até que ele fique inconsciente por um golpe final de Casper na cabeça.
Enquanto discutem se mataram ou não o homem no parque, Telly e alguns do grupo pegam uma garota de 13 anos chamada Darcy—a virginal irmã mais nova de um conhecido—com quem Telly quer fazer sexo. Ele consegue convencê-la a acompanhá-los a uma piscina pública. As outras garotas se envolvem em beijos e flertes, mas Darcy mostra contenção. Depois, o grupo vai para uma festa sem supervisão na casa de outro amigo, chamado Steven.
Enquanto isso, Jennie vai até o Washington Square Park, onde fala com Misha, que conta a ela sobre o possível paradeiro de Telly na "N.A.S.A." . Quando Jennie chega ao clube, ela se depara com Fidget, um menino raver, que enfia um comprimido em sua boca, que ele diz que deveria fazer o "Especial K parecer fraco". A droga se revela um potente depressor. Assim que seus efeitos se instalam, Jennie descobre que Telly está na festa na casa de Steven.
Jennie chega na festa apenas para saber que é tarde demais, pois ela descobre que Telly está fazendo sexo com Darcy, expondo-a ao HIV. Emocionalmente esgotada e ainda sob a influência, Jennie chora e desmaia em um sofá entre os outros participantes da festa adormecidos. Casper, embriagado, estupra Jennie sem proteção enquanto ela dorme, expondo-se ao HIV. Outro adolescente testemunha a agressão. 
Com a luz do dia se aproximando, a voz de Telly explica como sexo é a única coisa que vale a pena em sua vida. Na manhã seguinte, Casper nu e confuso acorda e diz "Jesus Cristo, o que aconteceu?"

## Elenco
- Leo Fitzpatrick como Telly
- Justin Pierce como Casper
- Chloë Sevigny como Jennie
- Rosario Dawson como Ruby
- Yakira Peguero como Darcy
- Atabey Rodriguez como Misha
- Jon Abrahams como Steven
- Harold Hunter como Harold
- Sajan Bhagat como Paul

Além disso, Sarah Henderson retrata a primeira garota com quem Telly é vista fazendo sexo e Tony Morales e Walter Youngblood retratam o casal homossexual. Julie Stebe-Glorius e Christina Stebe-Glorious aparecem como a mãe e o irmão mais novo de Telly, respectivamente. O Rastafari é interpretado por um ator creditado como "Dr. Henry". O roteirista Harmony Korine tem uma participação não creditada como Fidget.

## Produção
Eu queria apresentar a maneira como as crianças veem as coisas, mas sem toda essa bagagem, essa moralidade que esses caras de meia-idade de Hollywood trazem para isso. As crianças não pensam assim...elas estão vivendo o momento sem pensar em nada além disso e é isso que eu queria captar.

Larry Clark
Larry Clark disse que queria "fazer o Grande Filme Adolescente Americano, como o Grande Romance Americano". O filme é rodado em um estilo quase documentário, embora todas as suas cenas sejam roteirizadas.
Em Kids, Clark escalou garotos de "rua" da cidade de Nova York sem experiência anterior em atuação, notadamente Leo Fitzpatrick (Telly) e Justin Pierce (Casper). Clark decidiu originalmente que queria escalar Fitzpatrick para um filme depois de vê-lo andar de skate em Nova York e se xingar por não conseguir fazer certos truques. Korine conheceu Chloë Sevigny em Nova York antes do início da produção de Kids, e inicialmente a escalou para um pequeno papel como uma das garotas na piscina. Ela recebeu o papel principal de Jennie quando a atriz contratada para interpretá-la, (Mia Kirshner), foi demitida. Sevigny e Korine fizeram Gummo (1997) juntos. Korine faz uma participação especial na cena do clube com Jennie, como a criança usando óculos de garrafa de Coca e um Camisa da Nuclear Assault que lhe dá drogas, embora a parte seja creditada a seu irmão Avi.
Korine escreveu o roteiro do filme em 1993, aos 19 anos no porão da casa da avó, e a fotografia principal ocorreu durante o verão de 1994. Ao contrário da percepção de muitos espectadores, o filme, de acordo com Korine, foi quase inteiramente roteirizado, com a única exceção sendo a cena com Casper no sofá no final, que foi improvisada. Gus Van Sant foi adicionado ao filme como produtor. Depois de gerado interesse insuficiente pelo filme, ele abandonou o projeto. Com o novo produtor Cary Woods, o projeto encontrou financiamento independente suficiente para o filme. Harvey Weinstein da Miramax, desconfiado da opinião da The Walt Disney Company sobre o roteiro arriscado, recusou-se a envolver a Disney no financiamento da produção do filme. Depois que Woods mostrou a ele a versão final, a Miramax pagou US$3.5 milhões para comprar os direitos de distribuição mundial do filme.
Harvey Weinstein, o produtor que comprou e distribuiu o filme, escreveu em um e-mail: "Kids foi o filme mais polêmico com o qual me associei". Nas palavras dele, sua produtora foi ameaçada pela Justiça de diversos estados americanos, que afirmavam que o filme infringia leis de âmbito local, "As reações cáusticas só reforçaram a importância e mostraram como o filme era especial", disse Weinstein.

## Lançamento
A Miramax, que pertencia à The Walt Disney Company, pagou US$3.5 milhões para comprar os direitos de distribuição mundial. Mais tarde, Harvey Weinstein e Bob Weinstein (os co-presidentes da Miramax) foram forçados a comprar de volta o filme da Disney e criaram a Shining Excalibur Films (uma empresa única) para lançar o filme, devido à política da Disney, que naquele tempo, proibia o lançamento de filmes com classificação NC-17 (e o fato de seu apelo à MPAA para rebaixá-lo para R foi negado). Eamonn Bowles foi contratado para ser o diretor de operações da Shining Excalibur Films.
O filme, que custou US$1.5 milhão para ser produzido, arrecadou US$7.4 milhões nas bilheterias norte-americanas e US $ 20 milhões em todo o mundo. De acordo com o livro de Peter Biskind Down and Dirty Pictures, Eamonn Bowles afirmou que Harvey e Bob Weinstein podem ter lucrado pessoalmente até $2 milhões cada.
Em junho de 2015, celebrando os 20 anos do filme, este teve uma exibição na Academia de Música do Brooklyn, que reuniu o elenco pela primeira vez desde então.

## Recepção
O filme recebeu críticas mistas. O Rotten Tomatoes relata uma pontuação de 46% com base em 56 avaliações, com uma classificação média de 5.7/10. O consenso do site diz: "Kids não têm medo de testar os limites dos telespectadores, mas o ponto de sua provocação quase ininterrupta provavelmente se perderá em todos os personagens repelentes e imagens desagradáveis". No Metacritic, o filme tem uma pontuação de 63% com base nas análises de 18 críticos, indicando "análises geralmente favoráveis".
Foi patrocinado por alguns críticos proeminentes, incluindo Roger Ebert do The Chicago Sun Times, que deu ao filme 3,5 estrelas em 4.
| “ | Kids é o tipo de filme sobre o qual precisamos falar depois. Não nos diz o que significa. Claro, tem uma 'mensagem' envolvendo sexo seguro. Mas o sexo seguro não vai civilizar essas crianças, transformá-las em cidadãos curiosos e capazes. O que você percebe, pensando em Telly, é que a vida não deu a ele nada que o interessasse, exceto sexo, drogas e skates. Sua vida é uma espécie de inferno, brevemente interrompida por orgasmos. | ” |

Janet Maslin, do The New York Times, chamou o filme de "um alerta para o mundo moderno" sobre a natureza da juventude atual na vida urbana. Outros críticos o rotularam de exploração (no sentido lascivo) como "pornografia infantil". Outros críticos ridicularizaram o filme, com a crítica mais comum relacionada à percepção da falta de mérito artístico.

A estudiosa feminista bell hooks falou extensivamente sobre o filme em Cultural Criticism and Transformation: 
| “ | Kids me fascinaram como um filme precisamente porque quando você ouviu sobre ele, parecia a personificação perfeita do tipo de pós-moderno, noções de jornada e deslocamento e fragmentação e, ainda assim, quando você vai vê-lo, ele tem uma visão simplesmente conservadora gênero, raça, política de HIV. | ” |

### Prêmios
- Prêmios Independent Spirit de 1995
  - Melhor apresentação de estreia - Justin Pierce
  - Melhor Primeiro Longa (indicado; diretor Larry Clark e produtor Cary Woods)
  - Melhor primeiro roteiro (indicado; Harmony Korine)
  - Melhor coadjuvante (indicada; Chloë Sevigny)

## Na cultura popular
- O rapper americano Wale faz referência a Kids em sua canção intitulada "Legendary" de seu álbum Ambition.[19]
- Em agosto de 2010, o rapper americano Mac Miller lançou a mixtape K.I.D.S., e sua capa, título e alguns temas musicais homenageiam o filme. Alguns clipes de áudio do filme também fazem parte da mixtape entre as músicas.[20]
- O rapper e produtor musical Dr. Dre faz referência ao filme pelo nome em "Guilty Conscience". No segundo verso, ele se pronuncia contra a "consciência culpada" de um personagem fictício da música que está prestes a cometer um estupro estatutário, tema principal do filme.[21]
- O cantor canadense de R&B The Weeknd descreveu sua infância como "Kids sem AIDS".[22]
- A banda de metal Emmure lançou uma música em seu álbum Felony chamada "I Thought You Met Telly e Turned Me into Casper", uma referência óbvia ao filme.

## Trilha sonora
A criação da trilha sonora do filme foi supervisionada por Lou Barlow.
1. Daniel Johnston – "Casper"
2. Deluxx Folk Implosion – "Daddy Never Understood"
3. Folk Implosion – "Nothing Gonna Stop"
4. Folk Implosion – "Jenny's Theme"
5. Folk Implosion – "Simean Groove"
6. Daniel Johnston – "Casper the Friendly Ghost"
7. Folk Implosion – "Natural One"
8. Sebadoh – "Spoiled"
9. Folk Implosion – "Crash"
10. Folk Implosion – "Wet Stuff"
11. Lo-Down – "Mad Fright Night"
12. Folk Implosion – "Raise the Bells"
13. Slint – "Good Morning, Captain"